# Cólico

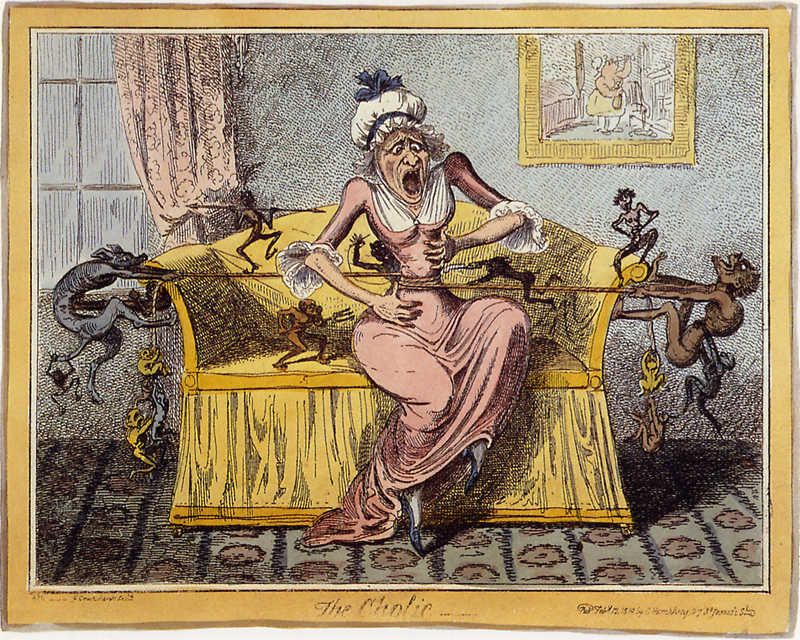
El cólico (The Cholic), pintura de George Cruikshank (1819).

Un cólico (del griego antiguo κωλικός, relativo al colon) es un tipo de dolor abdominal que varía de intensidad en el tiempo, desde muy intenso, opresivo (retortijón o retorcijón) hasta casi desaparecer, para volver a aumentar de intensidad. Se produce por un aumento, a veces violento, de los movimientos peristálticos de las vísceras huecas del abdomen, produciendo un fuerte malestar.

## Etiología
Se origina por la contracción intensa del músculo liso visceral y, en ocasiones, revela la existencia de un obstáculo parcial o total al tránsito normal del contenido de la víscera hueca afectada. La infección del intestino puede originar el cólico por el estímulo de los músculos.

## Cuadro clínico
Los dolores producen irritabilidad, tensión y estrés. Puede acompañarse de náuseas, vómitos y diarrea.

## Tipos de cólicos
Entre los cólicos más frecuentes se encuentran:
- Cólico biliar
- Cólico nefrítico
- Cólico del lactante
- Cólico menstrual

## Tratamiento
Existen diferentes medicamentos que combaten estos espasmos, como pueden ser la papaverina o la atropina, que inhiben el paso de los impulsos nerviosos a través de la región afectada.